# Eugène Guérard
Pour les articles homonymes, voir Guérard.
Eugène Guérard, né le 26 mai 1859 à Colombes (Seine) et mort le 19 mars 1931 à Pau (Basses-Pyrénées), est un syndicaliste français. Secrétaire du Syndicat national des chemins de fer, il est le 4e Secrétaire général de la CGT (21 avril-26 novembre 1901).

## Biographie
Bien qu'issus d'une famille « petite bourgeoise », catholique, Eugène et son frère Fernand sont des responsables syndicaux très engagés (Fernand est un anarchiste convaincu, permanent du Syndicat des employés, secrétaire de la Bourse du Travail d'Amiens).
Eugène Guérard obtient un emploi à la direction de la Compagnie des chemins de fer du Nord en 1881. Il est un pionnier du syndicalisme des cheminots en France. Mais son évolution personnelle illustre la difficulté et l'artificialité à tracer une ligne de partage entre les syndicalistes révolutionnaires et les syndicalistes dits « réformistes ». De ce fait celui qui est en 1901, pendant six mois, secrétaire général de la CGT est peu présent dans l'historiographie.
Dans le monde des chemins de fer, Eugène Guérard est comptable au service matériel et traction de la Compagnie du Nord, où il travaille depuis 1881. Lorsque se crée, en août 1890 le Syndicat national des Chemins de fer, il en est élu le secrétaire général. Il était alors défenseur de la grève générale. Mais en 1898, une grève « générale » des chemins de fer est proclamée. Elle n'est guère suivie (moins de ... 200 grévistes) et entraîne plusieurs révocations. C'est semble-t-il en analysant cet échec que le secrétaire général évolue vers une pratique syndicale qui prenne en compte toutes les instances de concertation possible, et qui analyse les rapports de force quand bien même les « braillards » hurleraient-ils. Cette position n'était pas le seul fait du secrétaire général des cheminots, mais celle tenue par son Syndicat qui en 1909 compterait 50 000 adhérents.

## La rupture de 1909
À la suite de violentes attaques ad hominem, Victor Griffuelhes démissionne du secrétariat de la CGT. Son successeur, Louis Niel, a eu la même évolution qu'Eugène Guérard. Lorsqu'en mai 1909 a lieu une des grèves aux PTT les plus mémorables, les postiers grévistes, peu assurés d'une victoire, font appel de l'aide d'autres corporations. Deux mois plus tôt Guérard avait imprudemment déclaré au cours d'un meeting, que les cheminots « marcheraient » à leurs côtés. Or le 20e congrès annuel du syndicat des cheminots se tient en mai 1909. Majoritairement par 628 voix contre 424 voix, l'instance cheminote décide d'attendre. La CGT, où certains voient la « Grève générale » se profiler, en décide autrement, contre l'avis de son secrétaire général... C'est l'échec, qui entraîne la démission de Louis Niel. Avec lui et d'autres militants (tels Pierre Coupat, Auguste Keufer), Guérard fonde alors un journal syndicaliste défendant les thèses « réformistes » : L'Action ouvrière. Mis en cause par les « révolutionnaires », il démissionne en décembre 1909 de son poste de secrétaire du syndicat des chemins de fer et s'éloigne du mouvement syndical.